# Wunderburger Moor
Das Wunderburger Moor ist ein Naturschutzgebiet in der Samtgemeinde Harpstedt im niedersächsischen Landkreis Oldenburg.

## Beschreibung
Das 34 Hektar große Naturschutzgebiet mit der Kennzeichen-Nummer NSG WE 126 liegt 4 km nordwestlich des Ortskernes von Harpstedt. Es enthält ein sehr gut entwickeltes Kleinmoor. Das Landschaftsbild ist geprägt durch eine abwechslungsreiche Mischung von offenen Wasserflächen, Moorheiden, Röhrichten, Kleinseggen-Zwischenmooren und Birkenbruchwäldern. Das Gebiet darf nur auf den gekennzeichneten Wegen betreten werden.

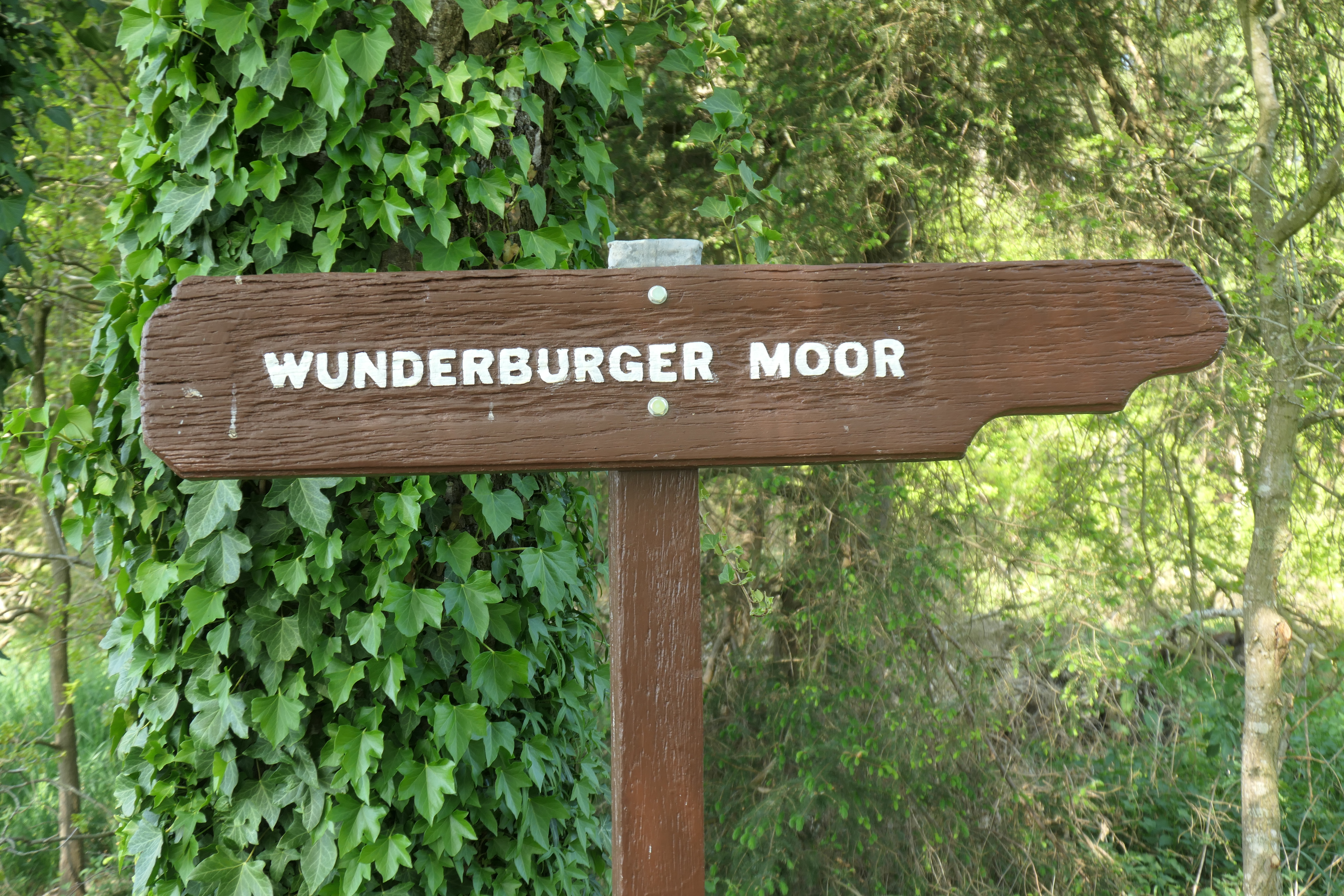

## Geschichte
Mit Verordnung vom 9. Juni 1967 wurde das Gebiet „Wunderburger Moor“ zum Naturschutzgebiet erklärt. Zuständig ist der Landkreis Oldenburg als untere Naturschutzbehörde.